# Дінов Андрес Кока
Дінов Андрес Кока (2 серпня 1996) — конголезький плавець.
Учасник Олімпійських Ігор 2016 року, де в попередніх запливах на дистанції 50 метрів вільним стилем посів 82-ге місце і не потрапив до півфіналів.